# عمار آل عباس
عمار حسين إبراهيم آل عباس سياسي وناشط في الإعلام والعلاقات العامة بحريني. عضو في مجلس النواب من 12 ديسمبر 2018 عن الدائرة التاسعة في محافظة العاصمة.

## مجلس النواب
قرر دخول المعترك السياسي من خلال الترشح لعضوية مجلس النواب عن الدائرة التاسعة في محافظة العاصمة. في الجولة الأولى التي أقيمت في 24 نوفمبر 2018 حصل على 1415 صوت بنسبة 48.83% مما استوجب إقامة جولة ثانية في 1 ديسمبر حيث استطاع التغلب على منافسته زهرة حرم بحصوله على 1769 صوت بنسبة 74.20%.